# Chiesa di San Michele Arcangelo (Olevano di Lomellina)
La chiesa di San Michele Arcangelo è la parrocchiale di Olevano di Lomellina, in provincia di Pavia e diocesi di Vigevano; fa parte del vicariato di Mortara e Cassolnovo.

## Storia
La primitiva chiesa di Olevano potrebbe essere sorta in un periodo compreso tra il VI e il VIII secolo, in epoca longobarda, vista la dedicazione a san Michele Arcangelo, che era molto caro proprio ai Longobardi; tuttavia, la prima citazione che ne certifica la presenza risale appena al 1259.
Se nelle Rationes decimarum del 1322-1323 la chiesa di San Michele Arcangelo non compare e al suo posto è menzionata una chiesa intitolata a San Salvatore, negli atti relativi alla visita del 1460 di monsignor de Fossulanis la chiesa di San Michele Arcangelo è attestata come parrocchiale.

Anche nella visita pastorale di Ippolito de' Rossi del maggio 1565 la chiesa di San Michele risulta essere in abbandono: viene descritta come fuori dal paese in direzione di Mortara, con un proprio sacerdote che vi celebrava le funzioni solo qualche volta per divozione. La cura delle anime era tenuta dal cappellano della chiesa di San Salvatore, Franciscus de Reiis de Parona, che teneva anche il libro dei battesimi: il sacerdote fu invitato, pena dieci scudi, a recarsi a Pavia per essere abilitato al governo spirituale. 
Fu forse dopo questa visita pastorale che si ristabilì la cura d'anime in San Michele: i primi documenti dell'archivio risalgono infatti alla fine del '500 e i registri dei battesimi al 1644. La parrocchia di Olevano era sottoposta al vicario foraneo della Pieve di Velezzo fino al XVI sec e quindi a quello di San Michele di Sant'Angelo.
Nel XVII secolo i borghi di Rivalta e di Meleniano entrarono a far parte della parrocchia olevanese. 
Nel 1733 venne posta la prima pietra dell'attuale parrocchiale; il nuovo edificio, progettato dall'architetto Lorenzo Cassani, fu portato a compimento nel 1744.
Il campanile venne eretto nel 1749
Nel 1817, a seguito dell'emissione da parte di papa Pio VII della bolla Beati Petri, datata 17 luglio e del breve Cum per nostras litteras del 26 settembre successivo, la chiesa passò dalla diocesi di Pavia a quella di Vigevano.
Dalla relazione della visita pastorale 1845 del vescovo di Vigevano Pio Vincenzo Forzani s'apprende che i fedeli erano 1250 e che la chiesa parrocchiale di San Michele Arcangelo aveva come filiali le cappelle del Santissimo Salvatore, di Santa Maria della Rosa e di San Rocco, nella quale aveva sede l'omonima confraternita.
Nel 1940 la chiesa venne assegnata al vicariato di Zeme, come stabilito dal decreto emesso dal vescovo Giovanni Bargiggia, mentre il 6 gennaio 1971 entrò a far parte del zona pastorale nord ovest,  per poi essere aggregata a decorrere dal 1º gennaio 1972 al vicariato di Mortara.
Nel 2012 il tetto fu oggetto di un intervento di restauro e di consolidamento.

## Descrizione
La facciata della chiesa è scandita da delle lesene che sorreggono il timpano ed è caratterizzata da una finestra di forma ellittica che si apre sopra il portale.
L'interno, ad un'unica navata, è a pianta poligonale, con una forma ad ellissi con quattro rettangoli posti in corrispondenza all'ingresso e ai tre altari.
Opere di pregio qui conservate sono gli affreschi dipinti tra il 1897 e il 1904 e raffiguranti la Lotta di San Michele contro le forze maligne, eseguito da Luigi Morgari, e la Cena del Signore, realizzato da Vincenzo Boniforti, l'altare maggiore in marmo, l'altare laterale della Beata Vergine del Rosario, sul quale è posta la statua in legno avente come soggetto la Madonna ed intagliata nel 1741 da Michele Tiraboschi, e le pale ritraenti i santi Agata, Antonio, Lucia, Apollonia, Ponzio e Margherita, dipinte da Carlo Antonio Bianchi nel Settecento.